# Női lapok
A női lapok az elsősorban nőknek szóló újságok, magazinok.

## Története

### Az első magazinok
Európában az első női lapok a 17. század végén jelentek meg. Ilyen volt Spanyolországban a Francisca de Aculodi által szerkesztett 1687-1689 között kéthetente megjelenő újság, melynek címe Noticias Principales y Verdaderas (Legfontosabb és Igaz Hírek) volt, vagy az angliai Ladies Mercury (Hölgyek Hírmondója) 1693-ban.
18. század közepétől olyan lapok jelenhettek meg, melyeket szerkesztőik női olvasóközönségnek szántak. A felvilágosodás korában lényegessé vált a lányok, nők oktatása, taníttatása. A nyugat-európai női lakosság 20-25%-a tudott ekkor már olvasni, 1750 körül az angol nőknek kb. 40%-a, a francia nőknek pedig kb. 27%-a tudta aláírni a nevét. Ők alkották az első női olvasótábort, hiszen elegendő tudásuk volt ahhoz, hogy saját újságaik, olvasmányaik legyenek.
Ekkoriban a lapok még kis példányszámmal keltek el, és nem voltak túlságosan vastagok. Ezért is volt meghatározó eladás szempontjából az 1725-ben Lipcsében megjelenő német lap Gottsched Die Vernünftigen Tadlerinnen (Értelmes Kritikus Nők) címmel, hiszen 2000 példányszámot adtak el belőle.
Angliában Elisabeth Haywood lapja, a Female Spectator (Női Szemlélő) igen jelentősnek számított a maga 50-70 oldalával, melyeken esszéket és románcokat olvashattak havonta 1744 és 1746 között a hölgyek. Munkásnők számára is elérhetővé váltak a lapok, hiszen az őket érintő témákat is tartalmazták. A magazinokban szó volt divatképekről, receptekről, a háztartási munkát megkönnyítő tanácsokról és gyermeknevelési problémák megoldásáról.

### A 19. században
A 19. század női lapkiadását befolyásolta, hogy az embereknek egyre több szabadideje lett. Egy-egy női lap kiadása egy-egy társaság létrejöttéhez volt leginkább köthető. Azokban az országokban, ahol felerősödtek a nőemancipációs mozgalmak, radikális csoportok jöttek létre, amelyek felszólaltak a nők jogaiért és a női egyenjogúságért újságaikkal.
1822-ben Spanyolországban egyre több női újságot adtak ki, ezek egyike volt az El Periódico de las Damas (Hölgyek Lapja), amelyet Madridban és még 17 tartományban terjesztettek. Az 1830-as évektől kezdve spanyol földön lírai, romantikus címmel ellátott női magazinok jelentek meg. A La Mariposa (Pillangó) 1839-40 és 1866-67 között került kiadásra, a Correo de las Damas (Hölgyek Futára) 1833-ban, az El Defensor del Bello Sexo (A szép nem védelmezője) 1845-46-ban, a La Elegancia (Elegancia) és a Gaceta de las Mujeres (Nők Lapja) 1846-47-ben, a La Ilusión (Illúzió) pedig 1846-50 között. E lapok meglehetősen rövid életűek voltak, megszűntek, majd újra megjelentek más címmel.
1832-ben a francia saint-simonisták által kiadott lapokban – a La Femme Libre (A Szabad Nő), a La Femme nouvelle (Az Új Nő) és a Latribune das Femmes (Nők emelvénye), szó esett a főbb gazdasági, politikai kérdésekről, és olyan problémákról, amelyek az évtized asszonyait sújtották.
A század közepén megjelent újságokat férfiak írták; az újságírás akkoriban férfiszakmának számított. Szó volt ezekben a lapokban a divatról, irodalmi alkotásokról, és nagy hangsúlyt fektettek a nők erkölcseinek védelmére.
Az 1848-as forradalmi események hatására a nők is fontosnak tartották érdekeik, követeléseik írásos nyomatékosítását. Franciaországban ezért létrehozták a La Voix des Femmes (Nők hangja), és a L’Opinion des Femmes (Nők véleménye) című lapokat, Lipcsében pedig ekkor született meg Louise Otto Frauenzeitung (Nők Lapja) című újságja. A női mozgalmak és a női lapkiadás terén, a forradalom leverése után, Európa-szerte hanyatlás volt érezhető.
Az 1860-as évek hoztak a lapkiadások területén fordulatot. Marie Goegg-Pouchoulin Genfben 10 éven át szerkesztette a La Solidarité (Szolidaritás) című lapját, mely a nőmozgalmi aktivisták első nemzetközi újságja volt. Itáliában 1868-ban Anna Maria Mozzoni a La Donna (A Nő) című kozmopolita lapot jelentette meg. 1869-ben a francia Léon Richter lépett színre a Le Droit des Femmes (A Nők Joga) című újsággal, Angliában pedig a Ladies’ National Association adta ki a The Shield-et (Pártfogó), melyek hasábjain többek között a prostitúció ellen szólaltak fel.
Az 1880-as évekre a sajtó valódi tömegsajtóvá vált. Sokszorosára nőtt a megjelenő lapok, és az eladott példányok száma. Az általános és kötelező népoktatás ekkor mindenütt bevezetésre került, ami növelte az írni-olvasni tudó (művelt) családok körét, amelyeknek a női tagjaiból lettek a lapok olvasóközönségei. A nők a társadalom fontos tagjait képezték, és a boltok, áruházak számára fontos, potenciális vásárlóerőt jelentettek. Sok lap például kifejezetten termékei reklámozását helyezte a középpontba. A Harper’s Bazar (Harper Bazár), a Frank Leslie’s Ladies’ Journal (Frank Leslie-féle Nők Lapja), a Wood’s Household Magazin (Wood-féle Háztartási Magazin) széles olvasóközönségre számíthattak. Az amerikai földrészen, Bostonban a Woman’s Home Journal (A Női Otthon Lapja) (1878-1909), Minneapolisban a Housekeeper (Háziasszony) (1877-1913), San Franciscoban a Ladies’ Home Journal (Hölgyek Otthona Lap) (1877-87), Chicagóban a Chicago Magazine of Fashion, Music and Home Reading (Chicagói divat, zene és házi olvasmányok magazinja) (1870-76) bizonyult viszonylag hosszú életűnek.

### A kulturális életben betöltött szerepük
A kulturális életben a női lapoknak jelentős szerepük volt. Az 1897 és 1903 között megjelent francia havilap, a La Fronde („A Parittya”), a női kultúra igazi tükre, amely a korszak párizsi nőinek egy új életstílust jelenített meg. Marguerite Durand volt a szerkesztője, és segítségével életre kelt a női újságírás. Az ő kolléganője volt a Severine néven ismert Karoline Rémy, aki az első olyan női újságíró volt, aki kifejezetten cikkírásból élt. A Németországban, Hamburgban 1891-től megjelenő Arbeiterin (Munkásnő) című lap nagy jelentőségűnek számított. A Gleichheit (Egyenlőség) szerkesztésében és írásában a szocialista nőmozgalom olyan neves alakjai dolgoztak, mint Angelica Balabanova, Adelheid Pop és Inés Amand.

### Magyarországi női lapok
- Fanny
- Meglepetés
- Nők Lapja
- Nővilág
- Százszorszép